# Brána jazyků (vzdělávací projekt)
Brána jazyků byl projekt celoživotního vzdělávání učitelů, organizovaný v České republice od 17. října 2005 Národním institutem pro další vzdělávání (NIDV). Tento projekt byl zaměřen na rozvoj jazykových a metodických dovedností českých učitelů. Název projektu byl inspirován dílem Jana Ámose Komenského Brána jazyků otevřená.
NIDV v něm pořádal metodické a jazykové kursy pro tři cílové skupiny učitelů českých základních, středních a vyšších odborných škol:
- Kvalifikovaní učitelé bez příslušné způsobilosti k výuce cizího jazyka, kteří přesto tento cizí jazyk učili nebo měli učit v budoucnu. Tato skupina zahrnovala učitele anglického, německého a francouzského jazyka, především ze základních škol, kteří tento jazyk ovládali jen částečně a původně byli kvalifikovaní k výuce jiných předmětů. Kurs sestával celkem ze 200 vyučovacích hodin. Cílem bylo především zdokonalení učitelů v jazyce a nácvik metodických dovedností potřebných k jeho výuce.
- Kvalifikovaní učitelé s příslušnou způsobilostí k výuce cizích jazyků. Tato skupina zahrnovala učitele výše zmíněných jazyků, kteří si chtěli zdokonalit své metodické znalosti a dovednosti. Kurs sestával celkem ze 30 vyučovacích hodin.
- Ostatní pedagogičtí a odborní pracovníci ve školství. Účastníci kursů v této skupině se učili jen cizímu jazyku, v kursech se neprezentovala metodika jazykového vyučování. Kurs sestával ze 150 vyučovacích hodin.

Do projektu se přihlásilo celkem 7 173 českých učitelů, z toho 6 340 do kursů anglického jazyka, 700 do kursů německého jazyka a 133 do kursů francouzského jazyka. 75 procent finančních nákladů na kursy pořádané v rámci projektu bylo placeno z Evropských strukturálních fondů a zbytek Ministerstvem školství, mládeže a tělovýchovy České republiky. Kursy ve všech cílových skupinách byly ukončeny na konci roku 2007.